# 罗姆古
罗姆古（法語：Romegoux，法語發音：[ʁɔmɡu]）是法国滨海夏朗德省的一个市镇，位于该省中部偏西，属于桑特区。

## 地理
罗姆古（45°52'18"N, 0°48'23"W）面积13.25 平方千米，位于法国新阿基坦大区滨海夏朗德省，该省份为法国西部滨海省份，北起旺代省，西临大西洋，南至吉倫特省，东南接多爾多涅省，东北接德塞夫勒省接壤，东临夏朗德省。
与罗姆古接壤的市镇（或旧市镇、城区）包括：伯尔莱、博尔、热村、圣波谢尔、阿尔努河畔圣叙尔皮斯、拉瓦莱。

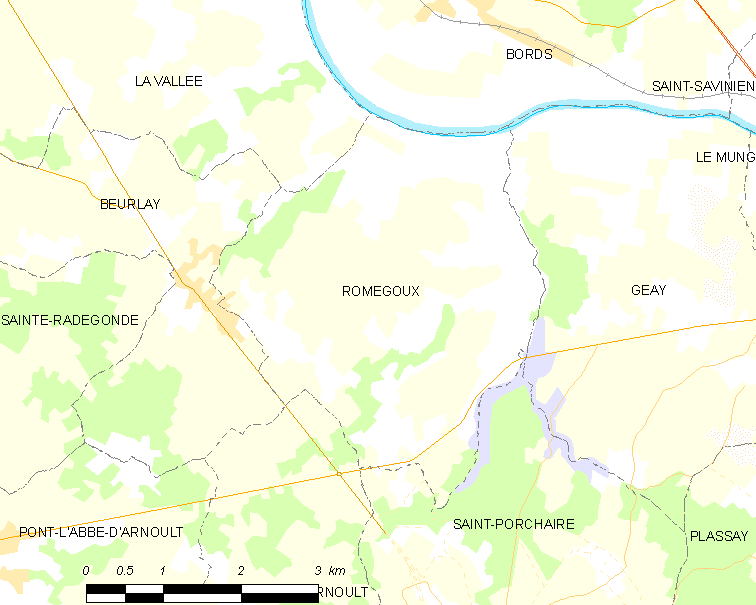
罗姆古的OSM定位图

罗姆古的时区为UTC+01:00、UTC+02:00（夏令时）。

## 行政
罗姆古的邮政编码为17250，INSEE市镇编码为17302。

## 政治
罗姆古所属的省级选区为圣波谢尔县。

## 人口

1962-2008年间罗姆古人口变化图示

罗姆古于2022年1月1日时的人口数量为623人。